# مارسلو پینییرو
مارسلو پینیرو (اسپانیایی: Marcelo Piñeyro‎؛ زادهٔ ۵ مارس ۱۹۵۳) کارگردان فیلم و فیلم‌نامه‌نویس اهل آرژانتین است.
از فیلم‌ها یا مجموعه‌های تلویزیونی که وی در آن‌ها نقش داشته‌است، می‌توان به روش و اسماعیل،  اشاره نمود.